# Francesco al II-lea Gonzaga, marchiz de Mantua
Francesco al II-lea Gonzaga (10 august 1466 – 29 martie 1519) a fost un conducător italian al orașului Mantua din 1484 până la moartea sa.

## Familia
Isabella d'Este și Francesco Gonzaga au avut 8 copii:
- Eleonor Gonzaga (n.1493 - d.1570) s-a căsătorit cu Francesco Maria I della Rovere, duke de Urbino.
- Margherita (n. 1496).
- Livia (n.1501 - d.1508).
- Ippolita (n.1503 - d.1580) .
- Federico al II-lea, duce de Mantua (n.1500 - d.1540).
- Ercole Gonzaga (n.1506 - d.1565), a devenit cardinal.
- Ferrante Gonzaga (n.1507 - d.1557) s-a căsătorit cu Isabella de Capua.
- Livia sau sora Paola (n.1508 - d.1569)